# Odznaka „Na Straży Pokoju”
Odznaka „Na Straży Pokoju” – polskie resortowe odznaczenie okresu PRL z lat 1972–1991, nadawane obywatelom ZSRR.

## Historia
Odznaka została ustanowiona uchwałą Rady Ministrów z dnia 22 września 1972 w celu podkreślenia znaczenia odbywania służby wojskowej przez żołnierzy i pracowników Armii Radzieckiej na terytorium Polskiej Rzeczypospolitej Ludowej dla wspólnej sprawy pokoju i socjalizmu oraz zasług w dziele umacniania braterstwa broni i przyjaźni polsko-radzieckiej.
Odznaka podzielona była na trzy stopnie (złota, srebrna i brązowa).
Uchwała ta została uchylona 15 października 1991 (uchwałą Rady Ministrów nr 139 z 11 października 1991), nadawanie odznaki zakończono faktycznie już wcześniej.

## Zasady nadawania
Odznaka mogła być nadawana jako zaszczytne wyróżnienie dla żołnierzy jednostek Armii Radzieckiej, czasowo stacjonujących na terytorium Polskiej Rzeczypospolitej Ludowej, którzy aktywnie pracowali na rzecz polskiej gospodarki narodowej, a zwłaszcza uczestniczyli w czynach społecznych oraz w zwalczaniu klęsk żywiołowych. Odznakę można było przyznać także pracownikom jednostek Armii Radzieckiej stacjonujących na terytorium PRL – obywatelom ZSRR.
W szczególnie uzasadnionych wypadkach odznakę można było przyznać również innym obywatelom ZSRR, a zwłaszcza członkom delegacji rządowych.
Odznakę nadawał Prezes Rady Ministrów, a od 1980 minister obrony narodowej na wniosek Pełnomocnika Rządu PRL do Spraw Pobytu Wojsk Radzieckich w Polsce. Osoba wyróżniona otrzymywała odznakę i jej legitymację.

## Opis odznaki
Odznaka miała kształt krążka o średnicy 38 mm, wykonanego z metalu koloru złotego, srebrnego lub brązowego. Na awersie, w otoku szerokości 4 mm znajdował się napis na górze: NA STRAŻY, na dole: POKOJU, po lewej rysunek słupa granicznego, a pośrodku orzeł umieszczony w konturach mapy Polski. Nad konturem mapy znajdował się napis BAŁYTYK, pod konturem: ODRA-NYSA. Na rewersie, w otoku szerokości 4 mm znajdował się napis: PRZYJAŹŃ • SOCJALIZM • POKÓJ, a w środku odznaki napis w 5 wierszach: RADA / MINISTRÓW / POLSKIEJ / RZECZYPOSPOLITEJ / LUDOWEJ.
Odznaka zawieszona była na wstążce, w kształcie pionowego pasa szerokości 38 mm i długości 70 mm, o narodowych barwach Polskiej Rzeczypospolitej Ludowej i ZSRR, z zielonym pasem szerokości 3 mm w środku i na obrzeżach.